# Serpocaulon maritimum
Serpocaulon maritimum là một loài thực vật có mạch trong họ Polypodiaceae. Loài này được (Hieron.) A.R. Sm. mô tả khoa học đầu tiên năm 2006.